# Zirconium(IV)-sulfat
Zirconium(IV)-sulfat ist eine anorganische chemische Verbindung aus der Gruppe der Sulfate.

## Gewinnung und Darstellung
Zirconium(IV)-sulfat-tetrahydrat kann durch Reaktion von Zirconylchlorid mit Schwefelsäure gewonnen werden. Wird ein SO3-Gehalt von 64 % überschritten, so fallen saure Sulfate wie Zr(SO4)2·H2SO4·2H2O oder Zr(SO4)2·H2SO4·H2O aus. Das Anhydrat erhält man durch Abrauchen des Tetrahydrates bzw. des Zirconylchlorides mit konzentrierter Schwefelsäure.

## Eigenschaften
Zirconium(IV)-sulfat-tetrahydrat hat eine orthorhombische Kristallstruktur mit der Raumgruppe Fddd (Raumgruppen-Nr. 70) (a = 1162 pm, b = 2592 pm, c = 5532 pm). Das Anhydrat ist ein mikrokristallines  Pulver, das sehr hygroskopisch ist. An Luft bildet es zunächst eine instabile Lösung, aus der das normale Tetrahydrat auskristallisiert. Bei Erwärmen des Tetrahydrates auf 100 °C wird Kristallwasser abgegeben und es bildet sich das Trihydrat, bei 380 °C dann das Anhydrat. Es ist auch ein 5- und 7-Hydrat bekannt.

## Verwendung
Zirconium(IV)-sulfat kann als Zwischenprodukt zur Reinigung von Zirconiumsalzen wie Zirconium(IV)-chlorid durch Umfällen verwendet werden.